# 20528 Kyleyawn
A 20528 Kyleyawn (ideiglenes jelöléssel 1999 RL50) a Naprendszer kisbolygóövében található aszteroida. A LINEAR projekt keretében fedezték fel 1999. szeptember 7-én.